# Лывово
Лывово (болг. Лъвово) — село в Болгарии. Находится в Кырджалийской области, входит в общину Кырджали. Население составляет 29 человек.

## Политическая ситуация
В местном кметстве Воловарци, в состав которого входит Лывово, должность кмета (старосты) исполняет Мюнюр Бейсим Мюмюн (Движение за права и свободы (ДПС)) по результатам выборов правления кметства.
Кмет (мэр) общины Кырджали — Хасан Азис (Движение за права и свободы (ДПС)) по результатам выборов в правление общины.